# Gesneriaceae
Famille
Synonymes
- Cyrtandraceae Jack[2]
- Didymocarpaceae D. Don[2]
- Ramondaceae Godr.[2]

Les Gesneriaceae (ou Gesnériacées) sont une famille de plantes à fleurs dicotylédones de l'ordre des Lamiales. Ce sont des plantes herbacées, des arbustes, parfois des lianes, dont la plupart sont originaires des régions subtropicales à tropicales, même si quelques espèces viennent des régions tempérées. Selon Watson & Dallwitz cette famille comprend 3 300 espèces réparties en près de 140 genres.
En France, c'est la famille de la Ramondie des Pyrénées (Ramonda myconi), une petite plante à rosette et à fleurs mauves, endémique du massif pyrénéen.
D'après Fournier, cette « Vaste famille des régions tropicales et subtropicale n'est représentée en Europe que par les genres Ramonda et Haberlea (en), reliques xérothermiques ».

## Étymologie
Le nom vient du genre type Gesneria dédié au naturaliste suisse Conrad Gesner (1516-1565).

## Classification
Cette famille a été décrite pour la première fois en 1816 par le Louis Claude Richard et Antoine-Laurent de Jussieu. L'espèce type étant Gesneria humilis L.. 
En classification classique de Cronquist (1981), elle fait partie de l'ordre des Scrophulariales. 
En classification phylogénétique APG II (2003), cette famille est située dans l'ordre des Lamiales. 
La classification phylogénétique APG IV (2016) déplace le genre Sanango de la famille des Loganiaceae vers les Gesneriaceae.

## Liste des sous-familles
Selon BioLib (22 mai 2017) :
- sous-famille Didymocarpoideae Arnott
- sous-famille Epithematoideae
- sous-famille Gesnerioideae Link
- sous-famille Sanangoideae A.Weber, J.L.Clark & Mich.Möller

## Liste des genres

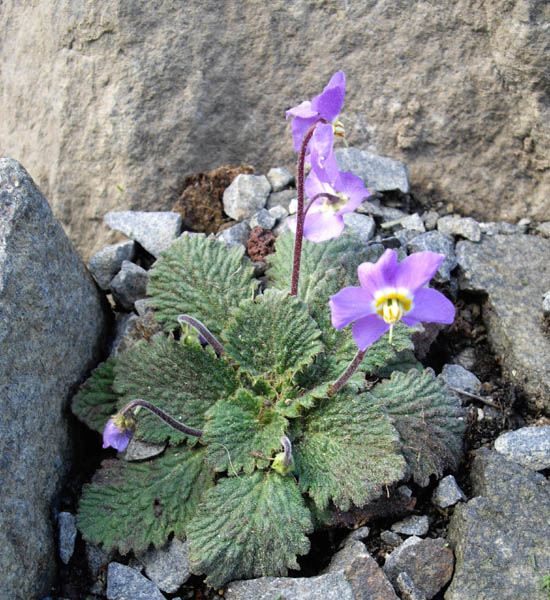
Ramonda myconi, la Ramondie des Pyrénées.
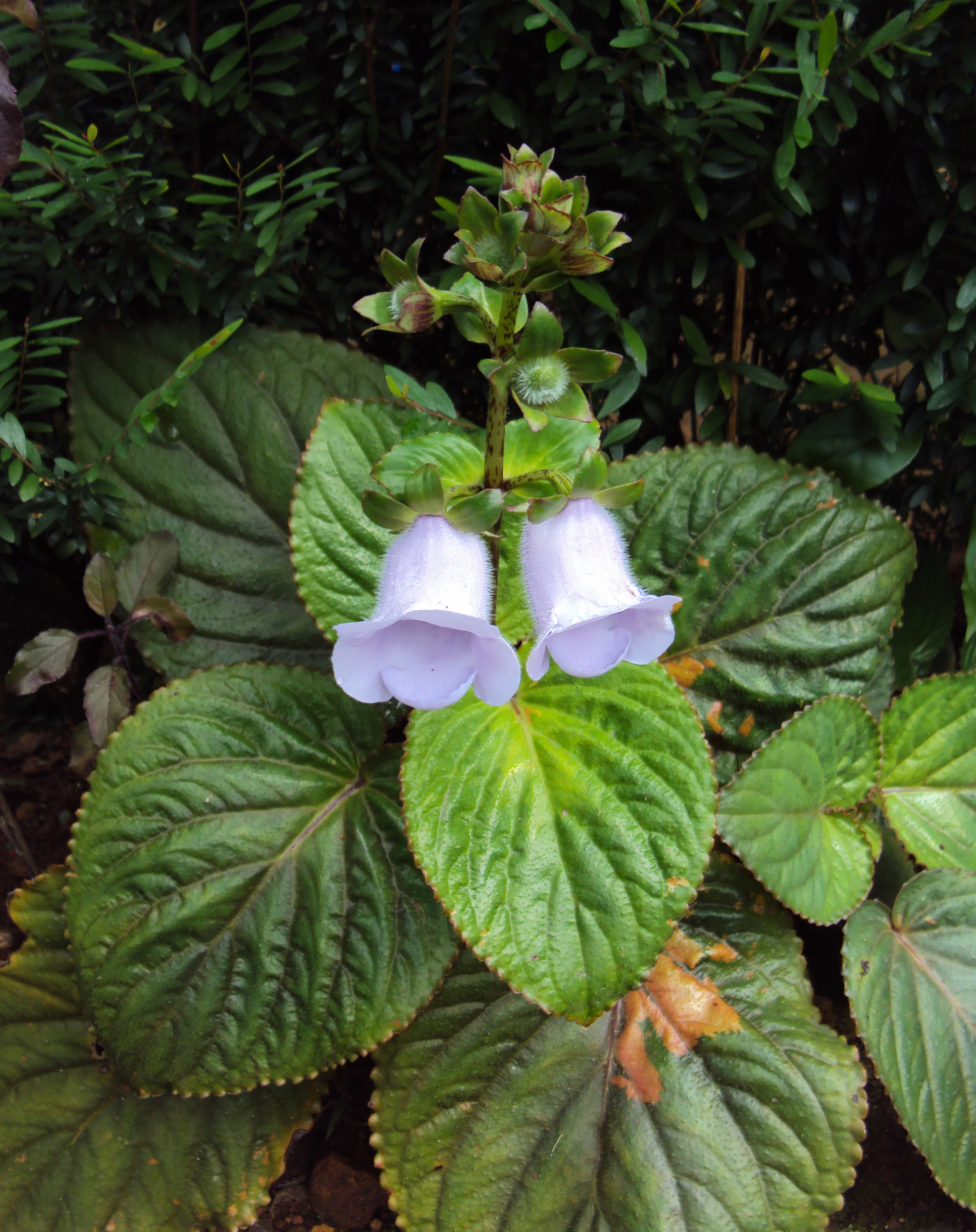
Gloxinia perennis.
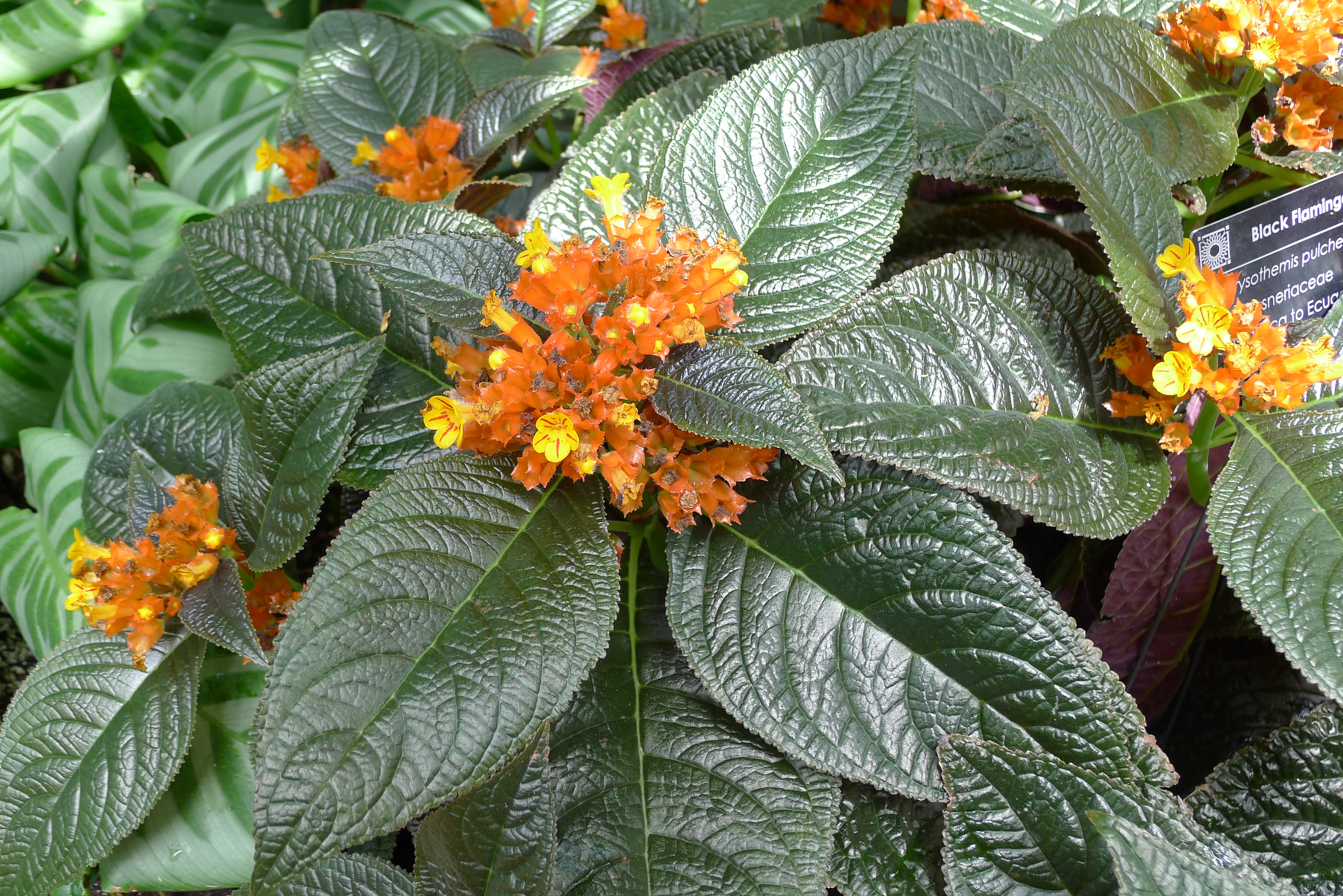
Chrysothemis pulchella.
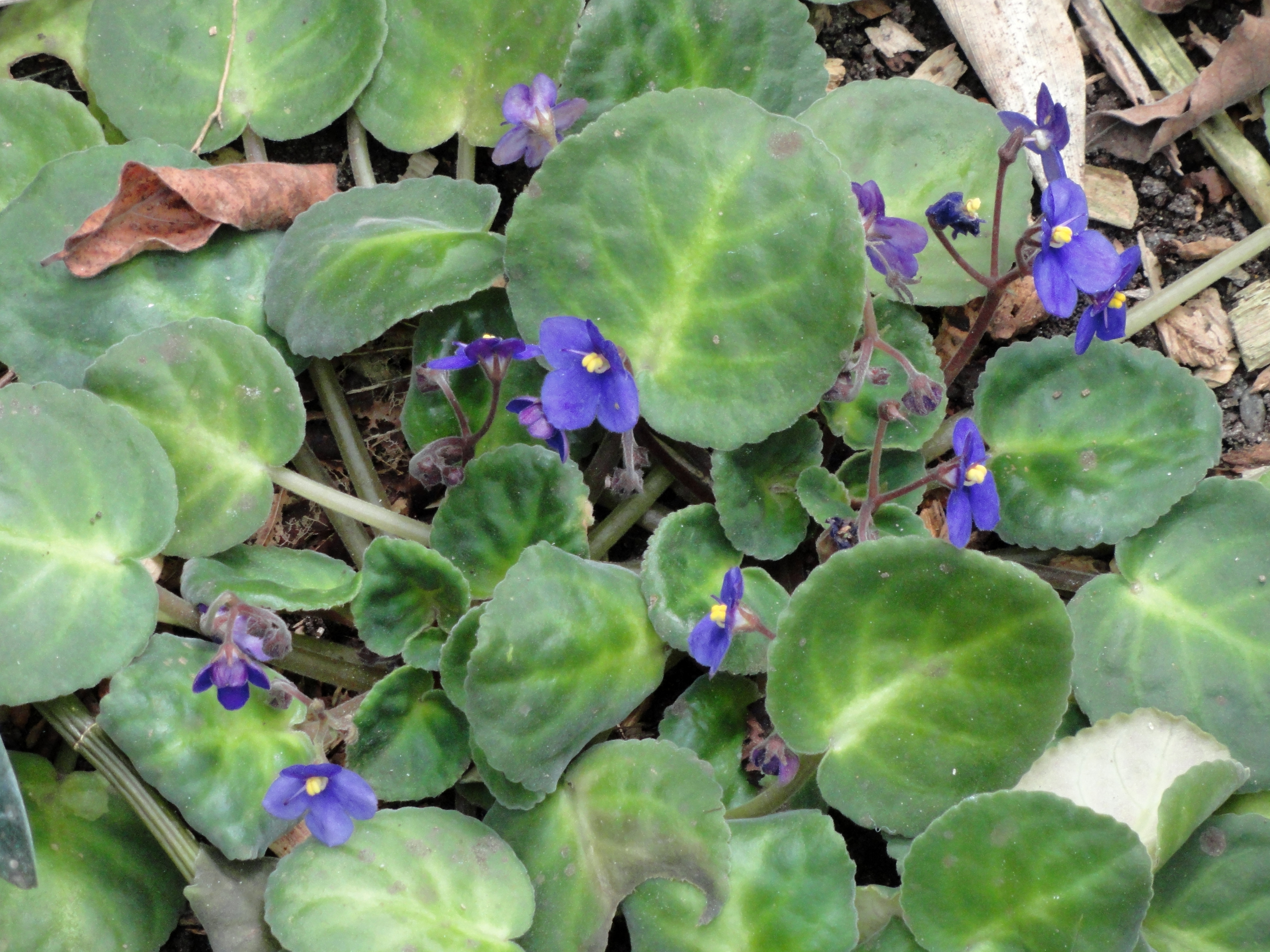
Saintpaulia brevipilosa.

### Selon Delta-angio
Selon DELTA Angio (22 mai 2017)
- Achanthonema
- Achimines
- Aeschynanthus
- Agalmyla
- Allocheilos
- Alloplectus
- Allostigma
- Ancylostemon
- Anetanthus
- Anna
- Anodiscus
- Asteranthera
- Beccarinda
- Bellonia
- Besleria
- Boea
- Boeicca
- Bournea
- Briggsia
- Briggsiopsis
- Bucinellina
- Calcareoboea
- Capanea
- Cathayanthe
- Championia
- Chirita
- Chiritopsis
- Chrysothemis
- Cobananthus
- Codonanthe
- Codonanthopsis
- Colpogyne
- Columnea
- Conandron
- Corallodiscus
- Coronanthera
- Corytoplectus
- Cremosperma
- Cubitanthus
- Cyrtandra
- Cyrtandromoea
- Dayaoshania
- Deinocheilos
- Depanthus
- Diastema
- Didissandra
- Didymocarpus
- Didymostigma
- Dolicholoma
- Drymonia
- Episcia
- Epithema
- Eucodonia
- Fieldia
- Gasteranthus
- Gesneria
- Gloxinia
- Goyazia
- Gyrocheilos
- Gyrogyne
- Haberlea
- Hemiboea
- Hemiboeopsis
- Heppiella
- Hexatheca
- Isometrum
- Jancaea
- Koellikeria
- Kohleria
- Lagarosolen
- Lembocarpus
- Lenbrassia
- Leptobaea
- Lietzia
- Linnaeopsis
- Loxocarpus
- Loxonia
- Loxostigma
- Lysionotus
- Metabriggsia
- Metapetrocosmea
- Micraeschynanthus
- Mitraria
- Monophyllaea
- Monopyle
- Moussonia
- Napeanthus
- Nautilocalyx
- Negria
- Nematanthus
- Neomortonia
- Niphaea
- Nodonema
- Oerstedina
- Opithandra
- Orchadocarpa
- Oreocharis
- Ornithoboea
- Oxychlamys
- Paliavana
- Paraboea
- Paradrymonia
- Parakohleria
- Pearcea
- Petrocodon
- Petrocosmea
- Pheidonocarpa
- Phinaea
- Phyllobaea
- Platyadenia
- Primulina
- Pseudochirita
- Ramonda
- Reldia
- Resia
- Rhabdothamnopsis
- Rhabdothamnus
- Rhoogeton
- Rhynchoglossum
- Rhynchotechum
- Rhytidophyllum
- Rufodorsia
- Saintpaulia
- Sanango
- Sarmienta
- Schistolobos
- Schizoboea
- Sepikea
- Sinningia
- Smithiantha
- Solenophora
- Stauranthera
- Streptocarpus
- Tengia
- Tetraphyllum
- Thamnocharis
- Titanotrichum
- Trachystigma
- Tremacron
- Trisepalum
- Tylopsacas
- Vanhouttea
- Whytockia

### Selon  GRIN famille
Selon GRIN (22 mai 2017)
- Achimenes P. Browne
- Aeschynanthus Jack
- Agalmyla Blume
- Alloplectus Mart.
- Ancylostemon Craib
- Anodiscus Benth.
- Briggsia Craib
- Codonanthe (Mart.) Hanst.
- Columnea L.
- Conandron Siebold & Zucc.
- Corytoplectus Oerst.
- Cyrtandra J. R. Forst. & G. Forst.
- Didissandra C. B. Clarke
- Didymocarpus Wall.
- Drymonia Mart.
- Episcia Mart.
- Eucodonia Hanst.
- Gesneria L.
- Gloxinella (H. E. Moore) Roalson & Boggan
- Gloxinia L'Hér.
- Henckelia Spreng.
- Kohleria Regel
- Lysionotus D. Don
- Mitraria Cav.
- Nautilocalyx Linden ex Hanst.
- Nematanthus Schrad.
- Pentarhaphia Lindl.
- Primulina Hance
- Ramonda Rich.
- Rechsteineria Regel
- Rhynchoglossum Blume
- Rhynchotechum Blume
- Rhytidophyllum Mart.
- Roettlera Vahl
- Saintpaulia H. Wendl.
- Seemannia Regel
- Sinningia Nees
- Streptocarpus Lindl.
- Trichantha Hook.